# NO Aurigae
NO Aurigae (NO Aur / HD 37536 / HR 1939 / HIP 26718) es una estrella variable en la constelación de Auriga de magnitud aparente media +6,24. Aunque se ha señalado su asociación con el cúmulo estelar Aurigae OB1, la paralaje medida por el satélite Hipparcos la sitúa a 1370 años luz del sistema solar, un tercio de la distancia a la que se encuentra el cúmulo.
NO Aurigae es una supergigante roja de tipo espectral M2I con una temperatura efectiva de 3789 K. Semejante a la brillante Antares (α Scorpii) o a σ Canis Majoris, tiene un radio 630 veces mayor que el del Sol, lo que equivale a 2,93 UA. Si estuviese en el centro del sistema solar, su superficie se extendería hasta el cinturón de asteroides, englobando dentro de ella los cuatro planetas más cercanos al Sol, incluida la Tierra.
Su luminosidad bolométrica —en todas las longitudes de onda— es casi 7000 veces superior a la luminosidad solar.
Tiene un contenido metálico inferior al solar ([Fe/H] = -0,15), correspondiendo su abundancia relativa de hierro al 71% de la existente en el Sol.
Catalogada como una estrella de tecnecio, se piensa que es una estrella AGB.
Su masa estimada es aproximadamente 5 veces mayor que la masa solar.
Catalogada como una variable irregular LC, el brillo de NO Aurigae varía entre magnitud +6,1 y +6,3.